# Projet X (film, 2012)
Pour les articles homonymes, voir Projet X.
Pour plus de détails, voir Fiche technique et Distribution.
Projet X (Project X) est une comédie américaine réalisée par Nima Nourizadeh sortie en 2012 .

## Synopsis
Mai 2011, à Pasadena en Californie, des élèves de terminale – Costa, JB et Dax (le cameraman) – planifient une fête pour le dix-septième anniversaire de leur ami Thomas Kub, espérant par là accroître leur popularité auprès de leurs camarades du lycée. Les parents de Thomas partent pour le week-end afin de célébrer leur anniversaire de mariage, le laissant seul à la maison mais l'avertissant cependant sur quelques points, comme de ne pas inviter plus de quatre ou cinq personnes, ou encore faire attention à la Mercedes du père. 
Thomas est donc réticent à ce que la fête se passe chez lui, de crainte que ses parents ne découvrent qu'il leur a désobéi. Ils espèrent passer une bonne soirée, et ils ne sont pas au bout de leurs surprises. Ce soir, ils vont entrer dans la légende.

## Fiche technique
- Titre français : Projet X
- Titre original : Project X
- Réalisation : Nima Nourizadeh
- Scénario : Matt Drake et Michael Bacall
- Montage : Jeff Groth
- Photographie : Ken Seng
- Décors : Bill Brzeski
- Costume : Alison McCosh
- Production : Todd Phillips et Chris Golden Evans
- Sociétés de production : Green Hat Films et Silver Pictures
- Distribution : Warner Bros.
- Durée : 87.52 minutes
- Pays de production :  États-Unis
- Budget : 12 millions de dollars
- Dates de sortie :
  - Australie : 1er mars 2012
  - États-Unis : 2 mars 2012
  - France, Belgique : 14 mars 2012

## Distribution
- Thomas Mann (VF : Norman Thavaud ; VQ : Nicholas Savard-L'Herbier) : Thomas Kub
- Oliver Cooper (VF : Fabrice Fara ; VQ : Hugolin Chevrette) : Costa
- Jonathan Daniel Brown (VF : Nathanel Alimi ; VQ : Nicolas Bacon) : JB
- Kirby Bliss Blanton (VF : Noémie Orphelin ; VQ : Stéfanie Dolan) : Kirby
- Brady Hender (VF : Yvick « Mister V » Letexier ; VQ : François-Nicolas Dolan) : Everett
- Rob Evors (VF : Xavier Fagnon ; VQ : Jean-François Beaupré) : Rob
- Alexis Knapp (VF : Émilie Rault) : Alexis
- Dax Flame (VF : Juan Llorca ; VQ : Xavier Morin-Lefort) : Dax
- Rick Shapiro (VF : Jean-Michel Vovk) : T-Rick
- Miles Teller (VF : Donald Reignoux ; VQ : Marc St-Martin) : Miles
- Peter Mackenzie (VF : Patrick Bonnel ; VQ : Antoine Durand) : le père de Thomas
- Caitlin Dulany (VF : Rafaèle Moutier) : la mère de Thomas
- Nick Nervies (VF : Fabio Riche) : Tyler
- Martin Klebba (VF : Booder ; VQ : Thiéry Dubé) : le nain dans le four
- Nichole Bloom : la copine de JB
- Jimmy Kimmel (VF : Christophe Lemoine) : lui-même

Version française réalisée par Dubbing Brothers ; direction artistique : Marie-Laure Beneston ; adaptation des dialogues : Marion Bessay
Version québécoise réalisée par Cinélume ; direction artistique : François Asselin ; adaptation des dialogues : François Asselin
 Source et légende : version québécoise (VQ) sur Doublage.qc.ca

## Production

### Genèse du projet
L'idée de base du film vient du producteur délégué Alex Heineman. Après avoir donné l'idée, le producteur Chris Golden Evans explique qu'en équipe, l'objectif était de réunir des anecdotes de fêtes mémorables auxquelles les membres avaient participé. À partir de là, ils ont recherché l'atmosphère, la tonalité et l'intrigue du film. Le but était de décrire la fête de lycée « la plus déjantée de tous les temps », rapporte Michael Bacall, l'un des deux scénaristes du film,. Le reste de l'histoire est étoffé les semaines suivantes. Bacall travaille sur le scénario du film en général la nuit, en parallèle avec deux autres scénarios, 21 Jump Street (2012) et Scott Pilgrim (2010).
Avant le film, Nima Nourizadeh ne réalise que des clips et des publicités. Néanmoins, il attire l'attention des producteurs pour une série de publicités sur le thème de la fête, qu'il a réalisée pour la marque Adidas. Nourizadeh expose aux producteurs comment il souhaite développer le scénario, son idée de l'atmosphère et de la tonalité du film. Vivant à Londres, au Royaume-Uni, il vient à Los Angeles, aux États-Unis, pour une quinzaine de jours qui s'allongeront en deux ans. Phillips croit que l'interprétation de Nourizadeh est compatible avec sa vision et décide de l'engager,.
Project X en version originale, ou Projet X en français, est le titre de travail du film. Il devait être changé pour sa sortie, mais il est conservé pour capitaliser sur les rumeurs entourant le projet. Pour ajouter au secret, les producteurs ont décidé de n'envoyer que des extraits filigranés individuels aux personnes passant le casting.

### Bande originale
Project X (Original Motion Picture Soundtrack) sort sur iTunes et en CD le 28 février 2012 sous le label WaterTower Music.
| No  | Titre                                   | Interprète(s)     | Durée |
| --- | --------------------------------------- | ----------------- | ----- |
| 1.  | Trouble On My Mind                      | Pusha T           | 2:04  |
| 2.  | Bitch Betta Have My Money               | AMG               | 3:16  |
| 3.  | Tipsy (club mix)                        | J-Kwon            | 4:03  |
| 4.  | Candy (feat. Pitbull)                   | Far East Movement | 3:58  |
| 5.  | Ray-Ban Vision                          | A-Trak            | 3:35  |
| 6.  | Le Disko (Boys noize Vocal remix)       | Shiny Toy Guns    | 5:55  |
| 7.  | Nasty                                   | Nas               | 3:03  |
| 8.  | Pursuit of Happiness (Steve Aoki Remix) | Kid Cudi          | 6:13  |
| 9.  | Heads Will Roll (A-Trak Remix)          | Yeah Yeah Yeahs   | 6:23  |
| 10. | Pretty Girls (Benny Benassi Remix)      | Wale              | 4:13  |
| 11. | The Next Episode (feat. Snoop Dogg)     | Dr. Dre           | 2:42  |
| 12. | Fight Music                             | D12               | 4:21  |
| 13. | Wild Boys (Ricky Luna Remix)            | Machine Gun Kelly | 4:08  |

On peut également entendre au début du film le morceau "We Want Some Pussy" de 2 live crew, "You Think I Ain't Worth A Dollar But I Feel Like A Millionaire" de Queens of the Stone Age, "Battery" de Metallica, "H•A•M" de Kanye West & Jay-Z, "W.T.P" d'Eminem et un morceau du rappeur canadien Drake "Over". À la fin du film, on retrouve le groupe The xx avec "Intro" et LCD Soundsystem avec "Daft Punk Is Playing At My House".

## Exploitation

### Distribution vidéo
Le film est sorti en DVD (version cinéma) et Blu-ray (version longue non censurée) le 18 juillet 2012.

### Accueil critique
Les critiques sont en  majorité nettement positives. Pour Le Parisien, « "Projet X" dégage une drôlerie, une fraîcheur et une énergie absolument imparables pour qui apprécie les dialogues ultra-corsés et les situations scabreuses. (5/5 étoiles) ». La critique du Figaroscope est également très positive : « (...) Le film ose tout. (...) Le cauchemar de tous les parents. Le rêve de tous les adolescents. (4/5 étoiles) ». C'est également le cas de celle du Monde qui indique : « Le parti pris peut sembler discutable. Mais cette légèreté scandaleuse fait la grande réussite du film », avant de conclure : « Sous ses airs désinvoltes, ce Projet X dévoile avec fougue et tendresse le visage d'une génération nouvelle aux cent yeux, prise tout entière dans sa captation vorace du monde, et cette puissante naïveté de croire que chaque seconde, mise en image, devient un événement. » (4/5 étoiles). Le film ne fait néanmoins pas l'unanimité, comme le montre le résumé de la critique parue dans le magazine Elle : « Gros lolos et jeux idiots sont les maîtres mots de ce scénario aussi bête que rigolo... ».

### Box-office
| Pays ou région | Box-office        | Date d'arrêt du box-office | Nombre de semaines |
| -------------- | ----------------- | -------------------------- | ------------------ |
| États-Unis     | 54 731 865 $,     | 17 mai 2012                | 11                 |
| France         | 1 847 000 entrées | 15 mai 2012                | 9                  |
| Monde          | 102 731 865 $     | 12 août 2012               | -                  |

## Impact du film et controverse
Projet X est classé film le plus téléchargé de l'année 2012 avec un peu moins de 9 millions de téléchargements illégaux dans le monde et uniquement au moyen du procédé Bittorrent selon TorrentFreak.

### Reproductions
Le modus operandi du film a inspiré des jeunes, tentant de reproduire cette house party. « Les soirées "projet X" se caractérisent par la captation vidéo systématique de l'événement et la recherche de notoriété » :
Aux États-Unis, le 14 mars 2012 dans la ville de Houston (Texas), un groupe d'amis a voulu imiter le film en organisant le même genre de soirée. Et à l'instar du long-métrage de Nima Nourizadeh, ça s'est très mal terminé. Pas loin de mille personnes s'étaient réunies dans un immense manoir pour cet évènement qui devait durer une semaine. Comme dans Projet X, les étudiants débridés et alcoolisés dérapent. Le port d'arme étant autorisé au Texas, certains invités armés en toute légalité ont commencé à tirer en l'air. Une fusillade a éclaté, provoquant la mort d'une personne. La police a alors débarqué et a arrêté treize "fêtards" armés. Les forces de l'ordre se sont retrouvées confrontées à des étudiants complètement alcoolisés qui avaient saccagé la maison où ils avaient organisé la fête : vitres brisées, murs attaqués au marteau... Les dégâts, estimés à 80 000 dollars, s'étendent même au voisinage puisque les voitures et les maisons aux alentours ont été vandalisées.
En France dans le Var, le 19 mai 2012, deux étudiants de 21 ans sont condamnés à six mois de prison ferme après le saccage le mois précédent de la villa inoccupée d'un couple de Néerlandais, dans des conditions similaires,.
Au Québec, à Beauport, en périphérie de la ville de Québec, une fête inspirée du film a eu lieu le 29 juillet 2012. De 300 à 400 personnes étaient réunies dans une maison inoccupée qui fut pratiquement détruite par les fêtards.
Une fête inspirée du film est reproduite dans le film français Babysitting (2014) avec la bande à Fifi.

## Distinctions
Oliver Cooper est nommé pour deux MTV Movie Awards 2012 dans les catégories « Meilleure prestation comique » et « Meilleur méchant ». Le film reçoit une nomination pour la « Meilleure musique » pour le remix de Pursuit of Happiness de Kid Cudi par Steve Aoki.
| Année | Cérémonie        | Prix                         | Bénéficiaire                                         | Résultat   | Réf.          |
| ----- | ---------------- | ---------------------------- | ---------------------------------------------------- | ---------- | ------------- |
| 2012  | MTV Movie Awards | Meilleure prestation comique | Oliver Cooper                                        | Nomination | [ 19 ] [ 20 ] |
| 2012  | MTV Movie Awards | Meilleur méchant             | Oliver Cooper                                        | Nomination | [ 19 ] [ 20 ] |
| 2012  | MTV Movie Awards | Meilleure musique            | Pursuit of Happiness par Kid Cudi (Steve Aoki remix) | Nomination | [ 19 ] [ 20 ] |